# Horace Bailey
Pour les articles homonymes, voir Bailey.
Horace Peter Bailey (né le 3 juillet 1881 à Derby dans le Derbyshire, et mort le 1er août 1960 à Biggleswade dans le Bedfordshire) est un joueur de football international anglais, qui évoluait au poste de gardien de but.

## Biographie

### Carrière en sélection
Avec l'équipe d'Angleterre, il joue 5 matchs (pour aucun but inscrit) en 1908. 
Bailey figure notamment dans le groupe des sélectionnés lors des Jeux olympiques de 1908 et de 1912, avec l'équipe de Grande-Bretagne olympique.

## Palmarès
Grande-Bretagne olympique
- Jeux olympiques (2) :
  -  Or : 1908 et 1912.